# Fairway Rock
Pour les articles homonymes, voir Fairway.

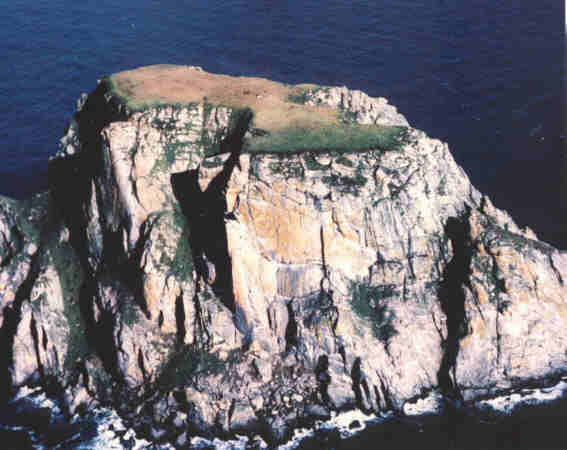
Fairway Rock, été 1986.

Fairway Rock est une petite île américaine dans le détroit de Béring, située au sud-est des îles Diomède et à l'ouest du cap Prince-de-Galles en Alaska (65° 37′ N, 168° 44′ O).
Connue des Inuits de la région du détroit de Béring dès la Préhistoire, Fairway a été décrite par James Cook en 1778 et nommée par Frederick Beechey en 1826. Inhabité, ce piton rocheux sert de lieu de nidification pour les oiseaux marins principalement des stariques minuscules et des stariques cristadelles et jusqu'à récemment les populations autochtones de la région du détroit l'abordaient pour des collectes d'œufs. L'US Navy y implanta sur l'île le premier générateur thermoélectrique à radioisotope — officiellement pour alimenter en énergie des instruments de « suivi environnemental » — des années 1960 jusqu'aux années 1990. L'île est désormais une réserve naturelle.

## Géographie
La masse de granite dont la partie émergée constitue Fairway Rock, comme pour ses plus grandes voisines, les îles Diomède sont les restes d'une des premières ères glaciaires.
Fairway Rock est située à 19 km au sud-sud-est de l'île petite Diomède et 32 km à l'ouest du cap Prince-de-Galles, (65° 37′ N, 168° 44′ O). La taille de l'île varie suivant les sources de 300 m à 1,5 km de longueur,.
Piton rocheux et rond plongeant dans la mer, Fairway Rocks avec ses 160 mètres de haut, peut être facilement aperçu depuis le Cap Prince de Galles, sur les côtes de l'Alaska.
À cause de ses falaises plongeantes, l'île ne présente pas de difficultés de navigation dans ses parages.
Le détroit de Béring autour de Fairway Rock est relativement peu profond — environ 50 m de profondeur — et les transects océanographiques montrent que l'île se situe à côté d'un minima des courants existants dans le détroit.
Les courants océaniques au nord de Fairway Rock sont occasionnellement étudiés comme un exemple grandeur nature où une allée de tourbillons de Karman est générée.
Fairway Rock est une île de l'Alaska et est administrativement rattachée à la région de recensement de Nome (voir subdivisions de l'État de l'Alaska) ainsi qu'à l'Alaska Department of Fish and Game (en), unité 22E et au refuge faunique national maritime d'Alaska (unité de la mer de Béring). L'île apparait sur les cartes topographiques de l'United States Geological Survey (USGS) dans le Teller Quadrangle.

## Flore et faune

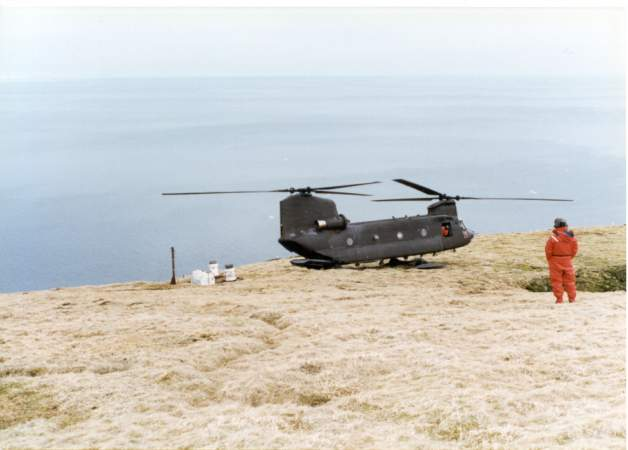
Végétation rase au sommet de l'île granitique durant une visite de l'US Navy.

Les falaises de l'île constituent un paradis pour les oiseaux migrateurs. Les populations indigènes qui vivent à proximité depuis des milliers d'années avaient l'habitude de venir au printemps récolter des œufs et ont continué cette pratique jusque dans les années 1990.
L'île accueille une colonie d'environ 35 000 oiseaux marins, dont 25 000 stariques minuscules et des stariques cristadelles. En 1925, des macareux huppés (Lunda cirrhata), des macareux cornus (Fratercala cornkulata), des stariques perroquets (Phaleris psittucula), et des Pallas Murre (Uriulomvia arra) étaient signalés à Fairway Rock, nichant dans les crevasses des falaises de l'île. Un rapport de 1960 indique que les Eskimos habitant l'île de petite Diomède avaient signalé une colonie de goélands bourgmestres (Loras hyperboreus) sur Fairway Rock plus importante que celle existante alors sur petite Diomède.
Des lions de mer de Steller, une espèce menacée, peuvent aussi se reproduire sur Fairway Rock.

## Histoire
« Pour la convenance, j'ai nommé chacune de ces îles. J'ai appelé la plus orientale Fairway Rock, car c'est un excellent guide pour le chenal de l'est, qui est le plus large et le meilleur. »

— Capitaine Frederick William Beechey dans Narrative of a voyage to the Pacific and Beering's Strait to cooperate with the polar expeditions: performed in His Majesty’s ship Blossom, p.337-338
.
Fairway Rock fut aperçue par le capitaine James Cook le 8 août 1778. Elle fut nommée par l'officier de marine britannique et géographe  Frederick William Beechey lorsqu'il vit l'île en juillet 1826. Contrairement aux noms qu'il donna aux îles Diomède, le nom de « Fairway » est resté.
Le 2 juin 1865, ce qui est considéré comme la dernière attaque de la guerre de Sécession eut lieu dans cette zone. Un navire des confédérés, le CSS Shenandoah tomba sur une flotte de baleiniers dans ces eaux et en coula plus d'une vingtaine. Ce fait est relaté dans le livre The Last Shot.
Fairway Rock est mentionnée dans les notes de voyage de John Muir, à bord du Corwin en 1881 et de Roald Amundsen, à  bord du Gjøa en 1906.
En 1964, le brise-glace de l'US Coast Guard l'USCGC Northwind (WAGB-282) visita le rocher pour y installer une station océanographique automatique dont le but était de mesurer les courants marins dans le détroit de Béring,.
Le 11 août 1966, l'US Navy plaça un générateur thermoélectrique à radioisotope (RTG), tournant au strontium au sommet de Fairway Rock pour alimenter des « instruments environnementaux » . Le système développé par la société américaine Martin Marietta, fut le premier instrument de ce genre développé et commercialisé, avec un usage par le gouvernement américain dans un lieu inattendu. Son utilisation fut citée en 1978 dans un congrès sur les usages des déchets nucléaires. En 1981, deux RTG supplémentaires furent installés mais ils furent tous enlevés de l'île en 1995.